# إميليو روميرو
إميليو روميرو (بالإنجليزية: Emilio Romero)‏ (30 يونيو 1954 في الولايات المتحدة - ) هو مدرب كرة قدم ولاعب كرة قدم أمريكي في مركز الهجوم. لعب مع منيسوتا كيكس ‏ ولوس أنجلوس لايزرز وColumbus Magic ‏ وGolden Gate Gales ‏ وكنساس سيتي كومتس ‏ وسَانت لويس ستيمرز ‏.

## وصلات خارجية
- إميليو روميرو على موقع قاعدة بيانات كرة القدم.إي يو (الإنجليزية)